# Нет бездействию
Нет бездействию (англ. Idle No More) — протестное движение коренных народов Канады: индейцев, метисов и эскимосов.

## Причины
Поводом для выступлений, начавшихся в 2012 году, стал новый закон, фактически лишивший коренное население контроля над резервациями. Поправки существенно смягчают надзор за работами по прокладке трубопроводов и линий электропередач, по строительству других инфраструктурных и промышленных объектов на территории резерваций. Кроме того, индейцы выступают против приватизации племенных земель, к которой их принуждает правительство. Требуя от властей уступок, представители племён обещают «поставить канадскую экономику на колени».